# 綠豆椪
綠豆椪是台灣漢族的傳統月餅，內餡是由綠豆泥甜餡包入豬油及紅蔥頭烘烤製成，有時還會加入少許豬肉。近年由於較重視健康，許多業者也推出不含豬肉、豬油等材料，純以綠豆泥做內餡的版本。
傳統月餅份量大（手掌大），自1980年代初起，有台灣「餅都」美譽的台中豐原，業者發明無豬油渣，全是綠豆泥餡，份量是傳統月餅一半的小月餅。

## 歷史
綠豆椪起源於素有「餅窟」之稱台中豐原。在台灣日治時期期間，日本製菓文化移入，豐原本土糕餅業者為迎合日本人口味，學習了日本和菓子的技術，使用甜度較高的餡料，並縮小了糕餅的尺寸，促進了漢餅的精緻化。豐原在地餅舖也開發出一種以綠豆泥為內餡的小月餅，稱為「葫蘆墩餅」，為綠豆椪之前身。